# Единая транспортная система железных дорог России
Единая транспортная система железных дорог России или ЕТС железных дорог России — железнодорожный термин, обозначающий совокупность всех железных дорог России с шириной колеи 1520 мм, которые связаны путями в единую транспортную сеть страны. 
При общей эксплуатационной длине железнодорожных путей 122 тыс. км, в том числе путей общего пользования 86,6 тыс. км, к единой транспортной системе принадлежат практически все основные российские железные дороги. Исключением являются изолированные Норильская (333 км), Сахалинская (805 км) и анклавная Калининградская (900 км).